# Layvin Kurzawa
Layvin Marc Kurzawa (Fréjus, 4 de setembro de 1992), é um futebolista francês que atua como lateral-esquerdo. Atualmente está sem clube. 

## Carreira

### Monaco
Formado no Monaco, foi lançado como profissional por Guy Lacombe em 22 de setembro de 2010, durante um jogo da Taça da Liga contra o Lens.
Fez sua na Ligue 1 três dias depois contra o Lorient.
Layvin enfrentou um rebaixamento para Ligue 2 na sua temporada de debutante no Monaco. O clube permaneceu duas temporadas na segunda divisão até retornar à Elite. Depois do título da Divisão Inferior, na temporada 2012–13, o lateral começou a ter participações significativas no elenco.
Nessa época 2013–14, o francês balançou as redes em cinco oportunidades na Ligue 1 e pôde ajudar diretamente no vice-campeonato do time. Apesar dele ter sofrido uma lesão na reta final do Campeonato, seus esforços foram notados pela equipe que utilizaram o jogador como titular novamente na temporada seguinte.
Seguindo sua carreira, o atleta participou de mais jogos, mas não fizera tento algum. Contudo, adquiriu mais experiência dentro do elenco que participou ativamente da Liga dos Campeões. Lá, o jogador e a equipe surpreenderam ao eliminar o Arsenal nas oitavas, e por pouco não repetiram o feito nas quartas, quando caíram para Juventus em um placar agregado de 1-0.
O elenco estrelado do Monaco, em temporadas futuras, seria desfeito por conta das transações entre as equipes. Kurzawa dividia as laterais com o brasileiro Fabinho, e servia diretamente Yannick Carrasco, Bernardo Silva e Anthony Martial no ataque.

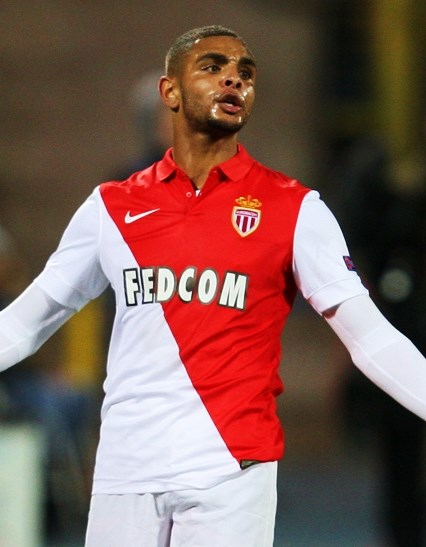
Kurzawa em 2014.

Em termos de títulos na Elite, Kurzawa não conseguiu ter nenhum enquanto estava no elenco do Monaco. A equipe já havia conseguido o vice-campeonato da Liga na época anterior, mas na de 2014–15 conquistaram uma posição a menos. Paralelo a isso, a equipe também não conseguiu conquistar as copas nacionais, tendo estacionado na semifinal diante o Bastia nessa mesma temporada.
Ainda que tenha tido lesões nas temporadas que jogou frequentemente, seu bom futebol não impediu a principal equipe da França de buscar a contratação do jogador. Kurzawa deixou o time no começo da Ligue 1 de 2015–16, rumando para uma equipe favorita ao título.
Layvin deixou o time com 9 gols em 97 partidas disputadas. 

### PSG

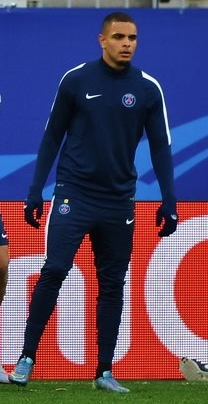
Layvin em 2015.

Em 27 de agosto de 2015, Laywin Kurzawa assinou com o Paris Saint-Germain por € 24 milhões em um contrato de cinco anos.
Ele fez sua estreia em 11 de setembro, substituindo Maxwell aos 67 minutos de um empate por 2 a 2 contra o Bordeaux no Parc des Princes. Kurzawa marcou seu primeiro gol no PSG em 25 de outubro, abrindo o placar na vitória por 4 a 1 em casa sobre o Saint-Étienne.
Seus tempos no PSG foram repletos de altos e baixos. O atleta conseguiu vários títulos durante sua passagem no time, e teve grandes desempenhos individuais, como quando marcou um hat-trick na Fase de Grupos da Liga dos Campeões em 2017 (tornando-se o primeiro defensor a fazer isso na história da competição), mas mesclou essas partidas com diversas lesões e nenhuma temporada fazendo mais do que 20 jogos pelo Campeonato Francês.

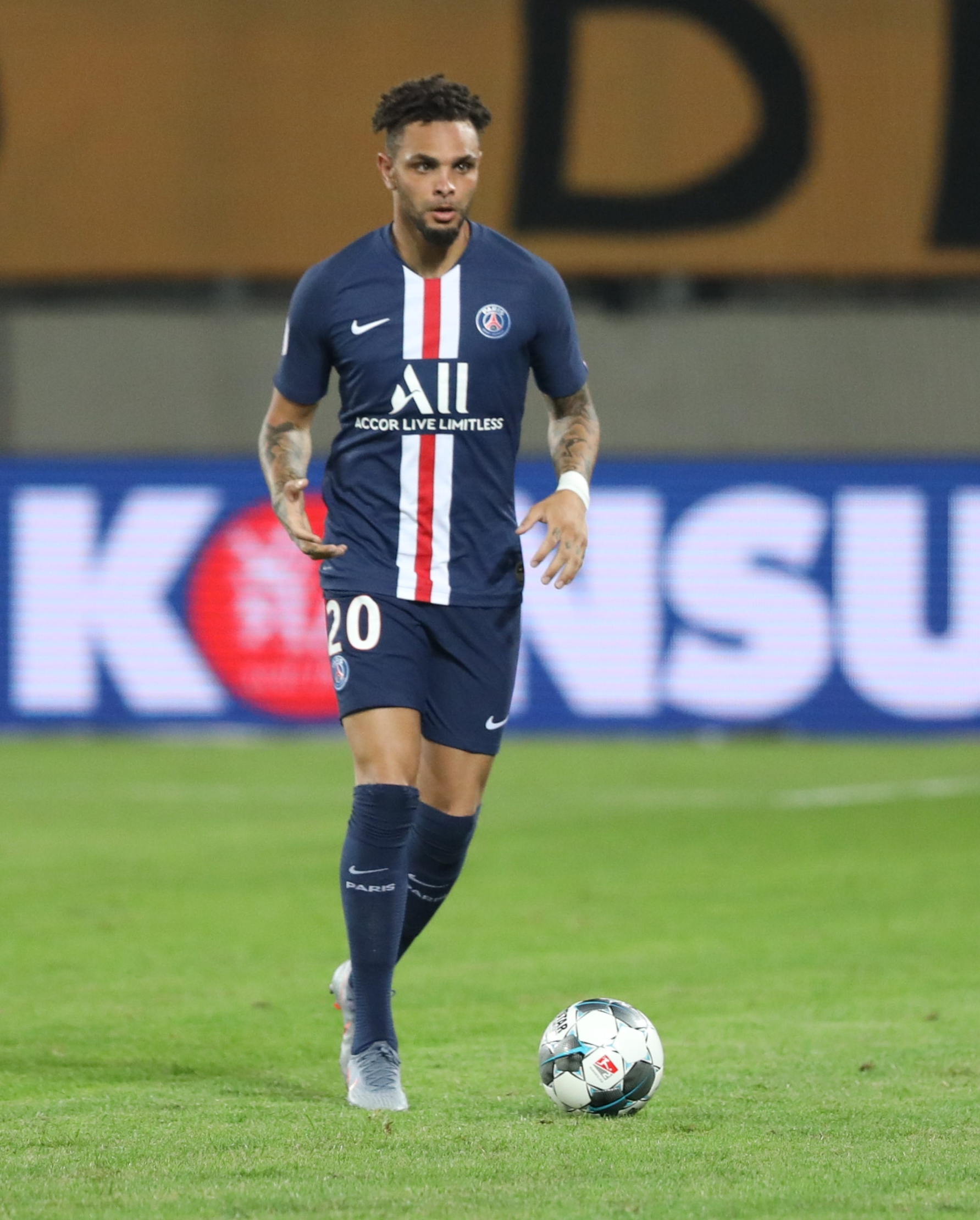
Kurzawa em 2019.

Seus jogos como suplentes na equipe foram aumentados por conta de suas várias lesões ao longo dos anos no time. Entre as mais sérias, houve uma que ocorreu na temporada 2018–19 quando o jogador teve hérnia de disco. O atleta perdeu 20 partidas por conta desse problema. Antes dela, Layvin já tinha também tido outro problema nas costas, mas que rapidamente foi resolvido.
O jogador, que já era frequentemente suplente em seus anos pelo PSG, tornou-se indesejável desde a chegada de Mauricio Pochettino diminuiu sua participação no Paris. Porém, com a chegada da dupla Luis Campos-Christophe Galtier, seu futuro era mais do que incerto, já que ele não fazia parte dos planos da nova gestão parisiense. Assim foi em direção à Premier League que ele voou para longe.
Em 2022, após a eliminação do PSG diante o Real Madrid na Liga dos Campeões, Layvin foi abordado pelos torcedores do clube de Paris. No carro, os adeptos do clube exigiam a saída do jogador. Ele já era uma figura que pouco entrava em campo, sequer tinha entrado contra os Merengues, mas isso não ausentou nenhum membro da torcida de cobrá-lo e clamar contra a permanência do jogador.

#### Fulham (empréstimo)
Em 1 de setembro de 2022,  Paris Saint Germain emprestou Kurzawa aos ingleses do Fulham até ao final da temporada.
No clube, o jogador novamente obteve problemas com lesões. Ele teve de deixar o campo por conta de um problema justamente em sua estreia contra o Newcastle na 9ª rodada da Premier League. Em sequência, no ano de 2023, Kurzawa lesionou-se no treino da equipe londrina e perdeu o resto da temporada.

#### PSG (retorno)

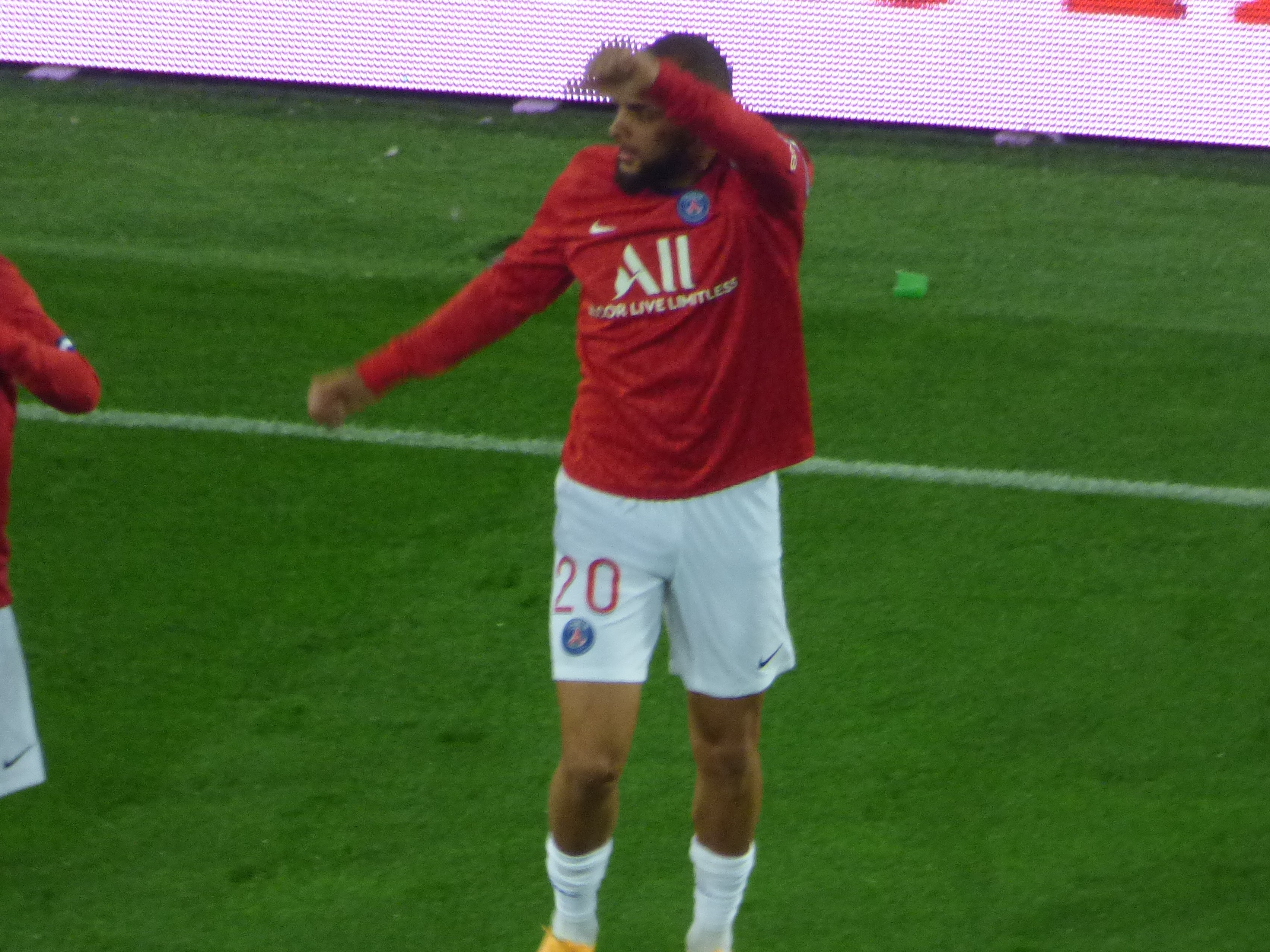
Layvin aquecendo com o elenco do PSG em 2020.

Quando se recuperou da lesão que sofreu no joelho na temporada anterior, o jogador voltou a ser relacionado para os jogos da equipe de Paris. No entanto, Kurzawa entrou em campo somente por menos de 10 minutos na vitória do seu clube por 3-0 diante o Strasbourg, na 8ª rodada da Ligue 1, partida jogada em 21 de outubro de 2023.
Sob o comando de Luis Enrique, Kurzawa sequer havia sido inscrito para disputar os jogos de Liga dos Campeões da UEFA de 2023–24. Seus dias no PSG já estavam chegando no fim, pois o seu contrato iria se encerrar na metade de 2024 e o lateral-esquerdo seria um jogador de agente livre, pois o time não possuía intenções de renovar o seu contrato.

## Características técnicas
Kurzawa é um lateral- esquerdo predominantemente forte, com grandes habilidades ofensivas. Ele tem um bom físico e boa velocidade, o que lhe permite se envolver em combate um contra um sem problemas, e tem bons tempos de inserção. Se necessário, ele também pode jogar como ala esquerdo.

## Títulos

#### Monaco
- Ligue 2: 2012–13

#### Paris Saint-Germain
- Campeonato Francês: 2015–16, 2017–18, 2018–19, 2019–20, 2021–22, 2023–24
- Copa da Liga Francesa: 2015–16, 2016–17, 2017–18, 2019–20
- Copa da França: 2015–16, 2016–17, 2017–18, 2019–20, 2020–21
- Supercopa da França: 2016, 2017, 2018, 2019, 2020